# Брига Новарезе
Брига Новарезе (итал. Briga Novarese) је насеље у Италији у округу Новара, региону Пијемонт.
Према процени из 2011. у насељу је живело 3009 становника. Насеље се налази на надморској висини од 336 м.

## Становништво
| 1931. | 1936. | 1951. | 1961. | 1971. | 1981. | 1991. | 2001. | 2011. |
| ----- | ----- | ----- | ----- | ----- | ----- | ----- | ----- | ----- |
| 1.473 | 1.538 | 1.543 | 1.700 | 2.186 | 2.498 | 2.603 | 2.694 | 3.050 |